# Kurzenberg
Der Kurzenberg ist eine Region im äussersten Nordosten des Schweizer Kantons Appenzell Ausserrhoden.
Bis 1666 war Kurzenberg auch der Name einer Gemeinde. Erstmals erwähnt findet er sich als Curtimberg um 1163. Entstanden ist er vermutlich aus Curtim Tale (Hof Thal).

## Geografie
Das Gebiet der Gemeinde umfasst die heutigen Gemeinden Heiden, Wolfhalden und Lutzenberg. Es umfasst einen Teil des Tals zwischen den Hügelzügen des Buchbergs und des Kurzenbergs sowie die Flanke des Kurzenbergs.

## Geschichte
Das Gebiet der späteren Gemeinden Heiden, Wolfhalden und Lutzenberg gehörte ursprünglich zum Hof Thal, der ein Lehen des Bistums Konstanz war und seit dem 12. Jahrhundert «Vogtei Rheineck» genannt wurde.
Im Gefolge der Appenzeller Freiheitskriege zu Beginn des 15. Jahrhunderts setzte eine Entwicklung ein, während der sich das Gebiet der späteren Gemeinden Heiden, Wolfhalden und Lutzenberg vom Verband des Hofes Thal löste. Dieses Gebiet («die Leute vom Berg») bildete seither den östlichen Teil des Landes Appenzell, die Gemeinde Kurzenberg («den Kurzenberg»).
Der Kurzenberg war – entsprechend seiner ursprünglichen politischen Zugehörigkeit – nach Thal kirchgenössig. 1529 nahm das Gebiet den reformierten Glauben an. 1652 lösten sich Heiden und Wolfhalden wegen des langen Kirchweges von der Mutterkirche Thal und bauten eigene Gotteshäuser. Damit zerfiel der Kurzenberg in die drei selbstständigen Gemeinden Heiden, Wolfhalden und Lutzenberg (das kirchlich bei Thal verblieb).